# Мелиса Ландърс
Мелиса Ландърс (на английски: Melissa Landers) е американска писателка на произведения в жанра романтична научна фантастика и фентъзи. Пише хумористични любовни романи под псевдонима Мейси Бекет (на английски: Macy Beckett).

## Биография и творчество
Мелиса Ландърс е родена в САЩ. Получава бакалавърска степен по английска филология от Университета на Тексас и диплома по педагогика от Университета на Източна Каролина. След дипломирането си работи като учителка в гимназия в продължение на девет години.
През 2009 г. участва в годишния фестивал „NaNoWriMo“ и създава първия си ръкопис (Alienated), който преработва още две години. Временно го изоставя и се насочва към романтичната литература.
Първият ѝ любовен роман „Sultry with a Twist“ от поредицата „Сълтри Спрингс“ е публикуван през 2012 г.
След три години изоставя любовните романи и се насочва към романтичната научна фантастика, която първоначално опитва да пише. Първият ѝ роман „Alienated“ от поредицата „Извънземецът“ е пулбикуван през 2014 г. Главната героиня, гимназистката Кара Суини, учи заедно с красивят извънземен Аеликс, който е на обмяна на опит. Но привидната идилия скоро се правръща в борба за бъдещето на любовта и на планетата.
През 2016 г. е публикуван романа ѝ „Звезден полет“ от едноименната поредица. Главната героиня Солара Брукс е механик и в желанието си да промени живота си става служител на борда на междугалактическия кораб със съмнителна репутация „Банши“. Оказва се замесена в интерпланетарна конспирация, в компания на загадъчни пирати и в търсене на мистериозна планета.
Мелиса Ландърс живее със семейството си край Синсинати в Лъвленд, Охайо.

## Произведения

### Като Мелиса Ландърс

#### Серия „Извънземецът / Кара Суини“ (Alienated)
1. Alienated (2014)
2. Invaded (2015)
3. United (2016)

#### Серия „Звезден полет“ (Starflight)
1. Starflight (2016)
Звезден полет, изд.: „Сиела“, София (2016), прев. Надя Златкова
2. Starfall (2017)

#### Самостоятелни романи
- Blastaway (2019)

### Като Мейси Бекет

#### Серия „Сълтри Спрингс“ (Sultry Springs)
1. Sultry with a Twist (2012)
2. A Shot of Sultry (2013)
3. Surrender to Sultry (2013)

#### Серия „Ергените Дюмон“ (Dumont Bachelors)
- Make You Blush (2014) – предистория

1. Make You Mine (2014)
Ще си мой, изд. „Арт Етърнал Дистрибушън“ (2015), прев. Весела Динолова
2. Make You Remember (2014)
Спомни си, изд. „Арт Етърнал Синема“ (2014), прев. Весела Динолова